# 極・声優的京都
『極・声優的京都』（きょく・せいゆうてききょうと）とは、2002年7月5日から2003年6月13日まで関西テレビ☆京都チャンネルで放送されていたテレビ番組。女性声優が京都を旅する番組で、視聴者に話しかけるかのようなスタイルで進行していた。

## 放送リスト
| 放送回 | 放送年月日     | 出演声優 |
| ------ | -------------- | -------- |
| #1     | 2002年7月5日   | 大森玲子 |
| #2     | 2002年7月19日  | 大森玲子 |
| #3     | 2002年7月26日  | 大森玲子 |
| #4     | 2002年8月2日   | 大森玲子 |
| #5     | 2002年9月6日   | 水樹奈々 |
| #6     | 2002年9月13日  | 水樹奈々 |
| #7     | 2002年9月20日  | 水樹奈々 |
| #8     | 2002年9月27日  | 水樹奈々 |
| #9     | 2002年11月1日  | 可名     |
| #10    | 2002年1月8日   | 可名     |
| #11    | 2002年11月15日 | 可名     |
| #12    | 2002年11月22日 | 可名     |
| #13    | 2003年1月10日  | 飯塚雅弓 |
| #14    | 2003年1月24日  | 飯塚雅弓 |
| #15    | 2003年2月7日   | 飯塚雅弓 |
| #16    | 2003年2月21日  | 飯塚雅弓 |
| #17    | 2003年3月7日   | 田中理恵 |
| #18    | 2003年3月21日  | 田中理恵 |
| #19    | 2003年4月4日   | 田中理恵 |
| #20    | 2003年4月18日  | 田中理恵 |
| #21    | 2003年5月2日   | 和希沙也 |
| #22    | 2003年5月16日  | 和希沙也 |
| #23    | 2003年5月30日  | 和希沙也 |
| #24    | 2003年6月13日  | 和希沙也 |